# Килбак
Килбак (на английски: Kilbuck Range) е планински масив в югозападната част на щата Аляска, крайно западно разклонение на Северноамериканските Кордилери, простиращ се на около 250 km от североизток на югозапад покрай левия бряг на река Кускокуим, в нейното долно течение. Ширината му е до 100 km. Максимална височина е връх Уоски (1828 m). Изграден е от кристалинни и седиментни скали. най-високите му части са силно разчленени от древни ледникови циркуси. Горните части на склоновете му са покрити с тундрова растителност, а подножията – с лесотундра.